# Щось крихке
«Щось крихке: Оповідки й дивовижі» (англ. Fragile Things: Short Fictions and Wonders) — збірка оповідань та поезії Ніла Геймана 2006 року. Майже усі твори, що увійшли до збірки, вже раніше друкувалися на сторінках інших збірок, антологій, журналів тощо. За словами самого Геймана, першим варіантом для назви збірки слугувала репліка з коміксу «Пригоди малюка Немо» — «Ці люди мусять знати, хто ми: вони нам скажуть, нащо ми тут». 2007 року збірка принесла авторові премію «Локус» та Британську премію фентезі.

## Зміст
- «Картограф» (англ. The Mapmaker)
- «Етюд у смарагдових тонах» (англ. A Study in Emerald)
- «Чарівний ріл» (англ. The Fairy Reel)
- «Жовтень на місці головуючого» (англ. October in the Chair)
- «Таємна кімната» (англ. The Hidden Chamber)
- «Заборонені наречені безликих рабів в таємному будинку страхітливої пристрасті» (англ. Forbidden Brides of the Faceless Slaves in the Secret House of the Night of Dread Desire)
- «Піщинки спогадів» (англ. The Flints of Memory Lane)
- «Час закриття» (англ. Closing Time)
- «Стану лісником» (англ. Going Wodwo)
- «Гіркі зерна» (англ. Bitter Grounds)
- «Інші люди» (англ. Other People)
- «Сувеніри і скарби: Історія кохання» (англ. Keepsakes and Treasures: A Love Story)
- «Хороші хлопці заслуговують прихильність» (англ. Good Boys Deserve Favors)
- «Факти по справі зникнення міс Фінч» (англ. The Facts in the Case of the Departure of Miss Finch)
- «Дивні маленькі дівчата» (англ. Strange Little Girls)
- «Арлекін Валентин» (англ. Harlequin Valentine)
- «Замки» (англ. Locks)
- «Проблема Сьюзен» (англ. The Problem of Susan)
- «Інструкції» (англ. Instructions)
- «Як ти думаєш, що я відчуваю?» (англ. How Do You Think It Feels?)
- «Моє життя» (англ. My Life)
- «П'ятнадцять розмальованих карт з колоди вампіра» (англ. Fifteen Painted Cards from a Vampire Tarot)
- «Годувальники та ненажери» (англ. Feeders and Eaters)
- «Хвороботвоний круп» (англ. Diseasemaker's Croup)
- «Наприкінці» (англ. In the End)
- «Голіаф» (англ. Goliath)
- «Сторінки з журналу, знайденого у коробці з-під взуття, залишеного у рейсовому автобусі десь між Тулсою (Оклахома) та Луїсвіллі (Кентуккі)»(англ. Pages from a Journal Found in a Shoebox Left in a Greyhound Bus Somewhere Between Tulsa, Oklahoma, and Louisville, Kentucky)
- «Як розмовляти з дівчатами на вечірках» (англ. How to Talk to Girls at Parties)
- «День, коли прилетіли тарілки» (англ. The Day the Saucers Came)
- «Жар-птиця» (англ. Sunbird)
- «Створення Аладдіна» (англ. Inventing Aladdin)
- «Монарх з Глена» (англ. The Monarch of the Glen)